# 圣玛格丽滕
圣玛格丽滕是德国石勒苏益格－荷尔斯泰因州的一个市镇。总面积13.24平方公里，总人口929人，其中男性504人，女性425人（2011年12月31日），人口密度70人/平方公里。